# Cirsium praeteriens
Cirsium praeteriens là một loài thực vật có hoa trong họ Cúc. Loài này được J.F.Macbr. mô tả khoa học đầu tiên năm 1918.